# Grupa językowa
Grupa językowa – grupa języków, które zostały powiązane na podstawie ich wspólnych cech, lokalizacji geograficznej lub stwierdzonego pokrewieństwa. Typami grupy językowej są rodzina (grupa genetyczna) i liga językowa (grupa geograficzna).
W innym znaczeniu grupa językowa jest jednostką stosowaną w genetycznej klasyfikacji języków. Określa zbiór języków w obrębie podrodziny językowej i może dzielić się na podgrupy (zespoły) językowe.
Pojęcie grupy językowej może mieć różny zakres w zależności od przyjętej konwencji. Na przykład języki słowiańskie traktuje się zwykle jako grupę języków w obrębie podrodziny języków bałtosłowiańskich, mogą one jednak być również określane mianem rodziny językowej – wówczas pojęcie grupy językowej przyjmuje węższy zakres.
Języki zaliczane do jednej grupy językowej, podobnie jak w przypadku podrodziny językowej, wywodzą się od wspólnego prajęzyka.
Mianem grup językowych określa się też społeczności językowe – grupy posługujące się wspólnym językiem ojczystym.